# Delia antiqua
Delia antiqua este o specie de muște din genul Delia, familia Anthomyiidae. A fost descrisă pentru prima dată de Johann Wilhelm Meigen în anul 1826. Conform Catalogue of Life specia Delia antiqua nu are subspecii cunoscute.

## Galerie

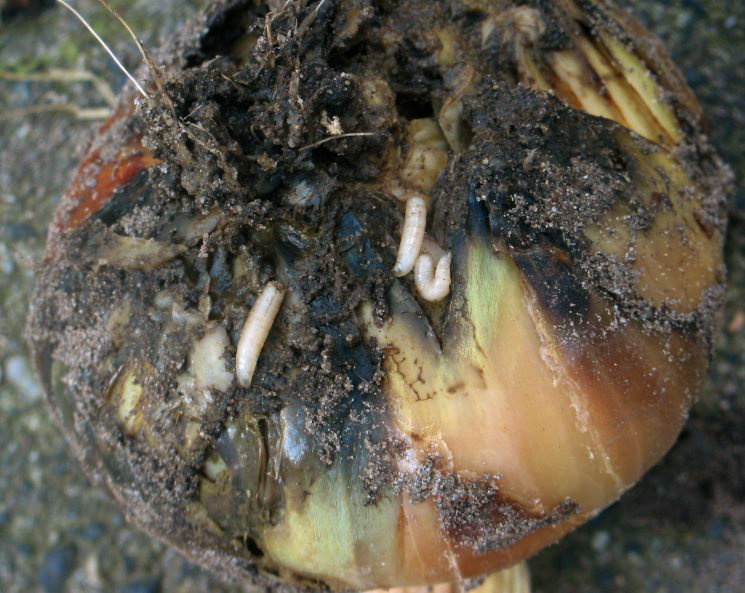
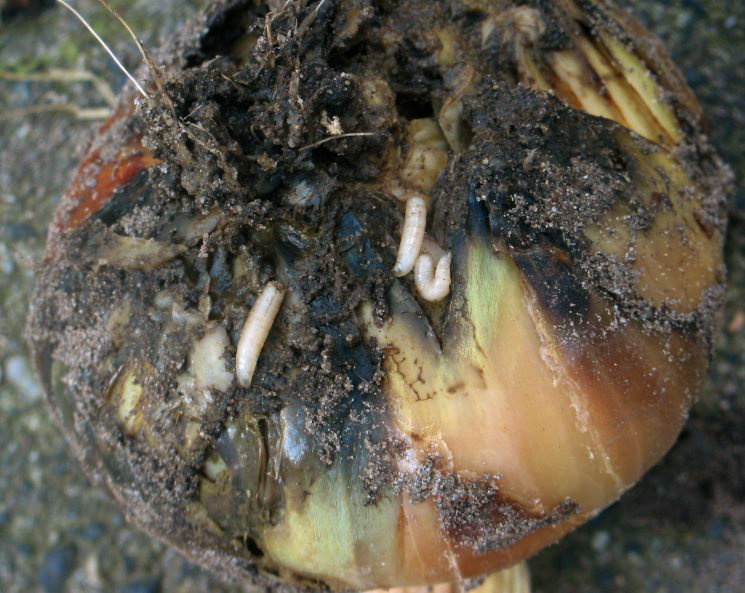